# European Federation of Energy Traders
De European Federation of Energy Traders, afgekort als EFET, is een organisatie, die in 1999 is opgericht met als doel de energiemarkt in Europa te begeleiden in haar ontwikkeling naar volledige openheid. 
Energiehandel in een vrije marktomgeving wordt sinds de jaren negentig door de Europese Unie gestimuleerd. In EFET zijn vrijwel alle grote handelaren van energie (stroom, aardgas, emissierechten, biomassa e.d.) in Europa aangesloten. EFET heeft onder meer standaarden ontworpen voor energiecontracten, gegevensuitwisseling, verrekening (clearing) e.d. Bekend is in dit verband de door EFET opgezette activiteit 'EFETNet', dat een gestandaardiseerde uitwisseling van gegevens tussen handelshuizen onderling en met energiebeurzen en netbeheerders mogelijk maakt.